# Женская сборная Венгрии по хоккею с мячом
Женская сборная Венгрии по хоккею с мячом — представляет Венгрию на международных соревнованиях по хоккею с мячом среди женщин.
Дважды принимала участие в чемпионатах мира среди женщин (в 2007 году — в качестве хозяев). Оба раза занимала последнее место, уступив во всех матчах.

## Статистика выступлений
| год  | группа | место | матчи | победы | ничьи | поражения | забито | пропущено |
| ---- | ------ | ----- | ----- | ------ | ----- | --------- | ------ | --------- |
| 2007 |        | 7     | 6     | 0      | 0     | 6         | 0      | 39        |
| 2008 |        | 7     | 6     | 0      | 0     | 6         | 0      | 47        |